# Isrun Engelhardt
Pour les articles homonymes, voir Engelhardt.
Isrun Engelhardt, née Schwartz (30 septembre 1941 à Arnsdorf-2 mars 2022 à Icking), est une historienne et tibétologue de l'université de Bonn.

## Biographie
Isrun Engelhardt a soutenu sa thèse à l'université de Munich en 1974. Elle a ensuite réalisé un travail de recherche à l'Institut d'études sur l'Asie centrale de l'université de Bonn. Ses recherches ont porté sur les rencontres et les relations tibéto-européennes entre le XVIIe siècle et XXe siècle, principalement d'après des sources tibétaines.
Elle a notamment étudié l'expédition allemande au Tibet (1938-1939) de Ernst Schäfer, utilisant comme sources principales le volumineux journal de Schaefer, les enregistrements des interrogatoires de Schaefer, les fichiers de l'Ahnenerbe, ainsi que des documents tibétains, et les sources britanniques, principalement des rapports confidentiels et des lettres de représentants britanniques.
Elle réfute le mythe d’un lien entre le Tibet et le régime nazi. Sa thèse principale est que l'expédition allemande au Tibet, était « scientifique, dénuée de tout intérêt politique ». 
Isrun Engelhardt a été interrogée en tant qu'experte de l'expédition allemande au Tibet dans le cadre d'une analyse de la statue L'Homme de fer soupçonnée d'être un faux,.

### Accueil et critiques
Les tibétologues Anne-Marie Blondeau, Katia Buffetrille, Françoise Robin et Heather Stoddard indiquent qu’Isrun Engelhardt est « reconnue dans le milieu scientifique pour la qualité de ses travaux sur le Tibet et les nazis » .
Selon Alex McKay, Isrun Engelhardt apporta la première analyse mesurée de cette mission. Ses recherches, basées sur les archives allemandes, soulignent la nature scientifique de la mission et indiquent que l'intérêt des Nazis pour les images occultes qui ont fait la renommée du Tibet en Occident, fut largement exagéré.
Wolfgang Kaufmann lui reproche l'utilisation excessive des interrogatoires de Schäfer qui, par « nature, sont remplis d’allégations mensongères », puisque « l’ex favori de Himmler » y débite « un mensonge culotté après l’autre » dans le but de se disculper[citation nécessaire].